# 彩虹桥 (广州)
彩虹桥是一個位于廣東省广州市荔湾区西华路西段的古橋，横跨驷马涌。在今西華路側有彩虹東街和彩虹橫街，均因其而得名。
彩虹橋有悠久的歷史。旧石桥始建于南汉时期，由于当时驷马涌水面宽阔，桥的跨度较长，远望犹如彩虹横跨河面，故名彩虹桥、又名长桥。船只由西场方向进城，大都通过彩虹桥在兰湖码头登岸。彩虹橋附近有戙船澳碼頭。彩虹橋一帶是交通要道，也是兵家必爭之地。南朝劉宋泰始四年（468年），嶺南發生兵變，劉思道率兵由水道攻廣州，與刺史羊希派遣的兵船相遇，雙方大戰於戙船澳，即此地。
古代乘船由西、北江来广州，先经泥城，如不在泥城登陆，也可在戙船澳上岸。当时流过戙船澳的洗马涌（今驷马涌水道），是进入广州的一条交通要道，在军事上也有重要意义，戙船澳码头延续至明代，作為官吏迎送之所。
后来由于河道淤塞变窄，1930年修筑西华路时将桥体改为钢筋混凝土结构。1947年（民国36年），岭南化工厂（後并入广州制漆厂）在彩虹桥建成投产，采用国产原料生产磁漆、喷漆、调和漆等。进入21世纪，广州地鐵在此附近设彩虹桥站。

## 图集
- 由驷马涌一侧所见的彩虹桥外观
- 彩虹桥桥面
- 广州市人民政府所立彩虹桥历史建筑标牌